# District de Gongjing
Le district de Gongjing (贡井区 ; pinyin : Gòngjǐng Qū) est une subdivision administrative de la province du Sichuan en Chine. Il est placé sous la juridiction de la ville-préfecture de Zigong.